# Friedrich Karl Fromme
Friedrich Karl Fromme (* 10. Juni 1930 in Dresden; † 14. Januar 2007 in Bernkastel-Kues) war ein deutscher Journalist.

## Leben und Werk
Friedrich Fromme wurde als Sohn des Dresdner Chirurgen und Hochschullehrers Albert Fromme (von 1943 bis 1948 Präsident der Deutschen Gesellschaft für Chirurgie) und dessen Frau, der promovierten Helene Fromme, geborene Boeker und verwitwete Loeb, geboren und besuchte das humanistische Vitzthum-Gymnasium Dresden. Als Folge der bürgerlichen Herkunft seiner Eltern konnte er in der Sowjetischen Besatzungszone kein Medizinstudium aufnehmen. 1949 ging er in den Westen und studierte zunächst Physik und Mathematik in Berlin, ab 1951 Politikwissenschaft und Öffentliches Recht in Tübingen. Nach der Promotion zum Dr. phil. 1957 bei Theodor Eschenburg mit einer Dissertation zum Thema Von der Weimarer Verfassung zum Bonner Grundgesetz arbeitete er von 1957 bis 1962 zunächst als Assistent und Lehrbeauftragter am Seminar für Wissenschaftliche Politik der Universität Tübingen. Nebenbei beschäftigte er sich seit 1958 mit einigen journalistischen Arbeiten, bevor er im Herbst 1962 Redakteur beim Süddeutschen Rundfunk in Stuttgart wurde und dort bis 1964 die Abteilung Politik leitete.
Im Sommer 1964 trat er in die Redaktion der Frankfurter Allgemeinen Zeitung ein. Von 1968 bis 1973 war er als Korrespondent der Zeitung in Bonn, 1974 bis zu seinem Eintritt in den Ruhestand 1997 war er als Redakteur Leiter des Ressorts Innenpolitik mit dem besonderen Schwerpunkt Rechtspolitik. Ab 1998 war Fromme ständiger Mitarbeiter bei der Welt am Sonntag. Seit 2005 schrieb er regelmäßig Beiträge für die rechtsstehende Wochenzeitung Junge Freiheit. Fromme lebte in Darmstadt und zuletzt in Mettmann. Friedrich Karl Fromme war evangelisch, verheiratet mit der promovierten Traute Fromme, geborene Kirsten, und hatte eine Tochter (Katharina, † 1985).

## Ehrungen
1991 wurde Fromme mit dem Großen Bundesverdienstkreuz ausgezeichnet. Für sein journalistisches Lebenswerk erhielt er 1997 den Theodor-Wolff-Preis.

## Schriften (Auswahl)
- Von der Weimarer Verfassung zum Bonner Grundgesetz – Die verfassungspolitischen Folgerungen des Parlamentarischen Rates aus Weimarer Republik und nationalsozialistischer Diktatur. 2. Auflage. Tübingen 1962 ISBN 3428099923.
- Mit anderen Autoren: Modenschau der Sprache – Glossen und Aufsätze der Frankfurter Allgemeinen Zeitung über gutes und schlechtes Deutsch, Frankfurt am Main 1969
- Gesetzgebung im Widerstreit – Wer beherrscht den Bundesrat? Stuttgart 1976, ISBN 387959127X; 2. Auflage ebenda 1979.
- Der Parlamentarier – ein freier Beruf? Gemeinwohl, Bindung, Unabhängigkeit. Edition Interfromm, Zürich 1978, ISBN 3-7201-5103-4.
- Als Herausgeber mit anderen: Das deutsche Modell. Freiheitlicher Rechtsstaat und soziale Marktwirtschaft, 1990

## Referenzen
- Walter Habel (Hrsg.): Wer ist wer? Das deutsche Who’s who. 24. Ausgabe. Schmidt-Römhild, Lübeck 1985, ISBN 3-7950-2005-0, S. 343.
- Walter Habel: Wer ist er? Lübeck 1993.